# Mor i skutan
Mor i skutan är en sketch av och med Galenskaparna och After Shave.
Sketchen var först med i TV-serien Tornado – en tittarstorm 1993, och tack vare sin popularitet fick den också vara med i revyn Allt möjligt på Lorensbergsteatern 2000.
I sketchen spelar Claes Eriksson Mor i skutan och Anders Eriksson spelar "Länsmansjäveln" som kommer och hälsar på i stugan där Mor står och "stånkar kôrv".
I sketchen används en slags påhittad gammeldagssvenska som egentligen aldrig har funnits. Exempel på uttryck från pjäsen är "Han ska passa sig för att skvätta bläck på tvättat folk" (ung. Du ska inte sprida falska rykten) och "Den da'n då jag inte kan stånka kôrv då får vår Herre bädda pinnsoffan för då får han främmat".
Sketchen Mor i skutan förväxlas ibland med en annan sketch ur Tornado, "Veden är slut". I denna sketch kallas huvudfiguren Mor Tuta och spelas av Kerstin Granlund och Anders Eriksson spelar Far Luta. Hela denna sketch är skriven på rim till skillnad från Mor i skutan.
Som "Bonusmaterial" framfördes även sketchen 2011-2012 i författarens Claes Erikssons (Galenskaparna) soloföreställning C Eriksson MAX, med honom själv i båda rollerna.